# 工部龍屬
工部龍屬是鳥臀目恐龍的一屬，生存於1億6000萬至1億5700萬年前的侏羅紀晚期。工部龍是一類小型的植食性恐龍，但很多有關的資料都不詳。目前已有一個物種，但由於這個屬原先是根據一根牙齒而命名，所以兩個種之間並沒有實質的證據連繫。牠的化石都是在中國發現。

## 描述
根據五彩灣工部龍（G. wucaiwanensis）的化石，並比較其他基底鳥臀目恐龍來推算，工部龍應該是兩足的植食性恐龍，身長約1.3-1.5米。牠應該是善於奔跑的動物。

## 分類
董枝明認為工部龍與法布爾龍最為相似，而將工部龍歸類於法布爾龍科。在1989年，董枝明描述、命名了第二個物種五彩灣工部龍（G. wucaiwanensis），並將工部龍改歸類於更為進階的稜齒龍科中。但在次年，大衛·威顯穆沛（David B. Weishampel）及Larry Witmer發現工部龍是分類不明的基底鳥臀目恐龍。而近年的評估發現工部龍是鳥臀目的疑名，並建議將資料較多的五彩灣工部龍重新命名。彼得·加爾東（Peter Galton）更提出工部龍的牙齒與竊肉龍、加斯頓龍類似，所以工部龍有可能屬於甲龍亚目。

## 歷史
在1983年，董枝明等人以兩顆牙齒（編號IVPP V9069）選為正模標本，並根據這些化石而建立工部龍，這兩顆牙齒分別來自於前上頜骨、上頜骨。這些化石都發現於中國四川省的上沙溪廟組，地質年代屬於牛津階，當時正在進行榮縣的學校建設航空測量活動在。董枝明等人將這些化石進行描述、命名，模式種是拾遺工部龍（G. shiyii）。屬名的「工」意指進行當地工程的工人，「工部」也是唐朝詩人杜甫的別名，他在四川當地任官；種名「拾遺」則是杜甫的另一別名，也暗指化石的發現過程。在1989年，董枝明命名了第二個物種五彩灣工部龍，牠的正模標本（編號IVPP 8302）包括了部份下頜、三節尾椎及部份前肢，後來再加入了兩節薦椎、八節尾椎及兩個完整的後肢作為副模標本（編號IVPP 8303）。這些化石都是發現於新疆五彩灣的石樹溝組。
在恐龍古生物學中，只根據牙齒標本而建立的名稱都不被重視，因為它們沒有足夠的特徵可以命名、研究。所以大部分古生物學家都建議廢除工部龍這個屬，並將五彩灣工部龍重新命名為新屬。另一個可能的名稱真工部龍（Eugongbusaurus）被建議取代工部龍，但真工部龍依然是無資格名稱。

## 外部連結
- 恐龍博物館——工部龍